# アルトゥール・カップ
アルトゥール・カップ（エストニア語: Artur Kapp, 1878年2月28日 - 1952年1月14日）はエストニアの作曲家。

## 経歴
1878年、ロシア帝国リヴォニア州スーレ・ヤーニで生まれた。1891年からサンクトペテルブルク音楽院でオルガンを学び、さらに作曲をニコライ・リムスキー＝コルサコフに師事した。
1900年に卒業後、1904年から1920年まで南ロシアのアストラハンで作曲家として活動。エストニアに戻った後、タリン音楽院の教授兼指揮者となった。弟子には作曲家のアヴァルト・アーヴ、エトガル・アッロなどがいる。彼はルドルフ・トビアスとともにエストニア音楽の基礎を打ち立てたとみなされている。第二次世界大戦中にソビエト連邦がエストニアに侵攻すると、引退してスーレ・ヤーニに戻った。

## 家族・親族
- 息子：エウゲン（1908-1996）：作曲家。
- 甥：ヴィレム（1913-1964）：作曲家。2人ともタリン音楽院でアルトゥールに学び、作曲家となった。

## 作曲作品
作品には3つの交響曲、2つのオルガン協奏曲、ピアノと管弦楽のためのラプソディー、クラリネットとホルンのための協奏曲、オルガンを使用した大規模な序曲『ドン・カルロ』（1899）、オラトリオ『ヨブ』（1929）、独唱曲『森への道』などがある。